# Соколов, Борис Николаевич
Борис Николаевич Соколов (род. 1931) — советский хоккеист. Мастер спорта СССР (1957).

## Биография
Воспитанник свердловского хоккея.
С сезона 1948/49 выступал за взрослую команду «Динамо» (Свердловск), на следующий сезон дебютировал вместе с командой в высшей лиге.
Затем выступал за новосибирские «Динамо» и ОДО, челябинский «Авангард» (около 80 матчей и 8 шайб в высшей лиге), свердловский «Спартак». В конце карьеры играл за «Металлург» (Каменск-Уральский).
В составе свердловского «Динамо» также играл в футбол в соревнованиях КФК (1950—1951).
Скончался в 1995 году. Похоронен на Старом Волковском кладбище Каменска-Уральского.